# Скриняно
Скриняно (болг. Скриняно) — село в Болгарии. Находится в Кюстендилской области, входит в общину Кюстендил. Население составляет 228 человек.

## Политическая ситуация
В местном кметстве Скриняно, в состав которого входит Скриняно, должность кмета (старосты) исполняет Кирилл Йорданов Стоименов (Земледельческий союз Александра Стамболийского (ЗСАС)) по результатам выборов правления кметства.
Кмет (мэр) общины Кюстендил — Петыр Георгиев Паунов (коалиция в составе 3 партий: Демократы за сильную Болгарию (ДСБ), Союз демократических сил (СДС), партия АТАКА) по результатам выборов в правление общины.

## Известные земляки
- Стоян Венев (1904—1989) — живописец и карикатурист, народный художник Болгарии, дважды лауреат Димитровской премии, почётный гражданин города Кюстендил.